# Coreaú
Coreaú este un oraș în statul Ceará (CE) din Brazilia.